# Adam Sengebusch
Adam Piotr Sengebusch (ur. 8 stycznia 1969 w Bydgoszczy) – polski polityk, poseł na Sejm I kadencji.

## Życiorys
Absolwent Zespołu Szkół Chemicznych w Bydgoszczy (1989), ukończył następnie studia z zakresu historii w Wyższej Szkole Pedagogicznej w Bydgoszczy (1994). Pod koniec lat 80. zaczął działać w Konfederacji Polski Niepodległej, był m.in. przewodniczącym okręgu bydgoskiego tej partii.
Od 1991 do 1993 sprawował z listy tej partii mandat posła na Sejm I kadencji, wybranego w okręgu bydgoskim. Bez powodzenia kandydował w wyborach parlamentarnych w 1993 (z ramienia KPN) i w 2001 (z ramienia Alternatywy RS). Później wycofał się z bieżącej polityki.
Od lat 90. prowadził własną działalność gospodarczą, pracował też w prywatnej firmie. W 2008 został dyrektorem oddziału przedsiębiorstwa Pekaes w Bydgoszczy.